# Gianluca Piersanti
Gianluca Piersanti (Teramo, 7 novembre 1972) è un musicista, compositore e editore musicale italiano.

## Biografia
Gianluca Piersanti inizia il percorso musicale in giovane età intraprendendo lo studio della chitarra. Tra il 1989 e il 1995 si dedica principalmente all'attività concertistica suonando in diverse band con cui esegue un repertorio di brani strumentali di Yngwie Malmsteen, Tony MacAlpine, Greg Howe e Joe Satriani, oltre a sue composizioni originali. Approfondisce lo studio dello strumento frequentando le masterclass di Steve Vai, Allan Holdsworth e Scott Henderson. Alcuni suoi guitar solos sono online su siti specialistici e sull'app Guitar Pro utilizzata da milioni di chitarristi nel mondo..
Nel 1995 si trasferisce a Milano dove vince la selezione indetta dalla Polygram/Universal per nuovi arrangiatori e inizia a lavorare alle nuove proposte dell'etichetta sotto la supervisione di Rinaldo Prandoni, direttore in quel periodo delle edizioni musicali del Gruppo. Collabora inoltre come arrangiatore e ghost-writer per alcuni jingles televisivi scrivendo, tra gli altri, il commento musicale per uno spot nazionale della Nestlé. Successivamente frequenta a Roma il corso di musica da film del compositore Stelvio Cipriani e incontra il compositore Carlo Crivelli dal quale prende lezioni private in composizione. Nello stesso periodo, compone per la RAI l'arrangiamento orchestrale del brano Quanto t'ho amato scritta da Nicola Piovani, Roberto Benigni e Vincenzo Cerami.
In seguito ad un viaggio a Los Angeles in cui frequenta il corso di film scoring all'Università della California a Los Angeles (UCLA) tenuto dal compositore Premio Oscar Jerry Goldsmith, Piersanti si trasferisce definitivamente nella città californiana nel 1999.
In quello stesso anno viene ingaggiato per scrivere, insieme al compositore hollywoodiano Marco Beltrami, la colonna sonora del film Goodbye Casanova diretto da Mauro Borrelli e interpretato da Yasmine Bleeth e Flea (bassista dei Red Hot Chili Peppers). Collabora nuovamente con Beltrami alla colonna sonora del film The Date, diretto da Ahmed Aksas e prodotto da Christopher Probst e Mary Alice Drumm, nel quale Piersanti compone la soundtrack, mentre Beltrami vi partecipa in qualità di music supervisor. Per la registrazione delle musiche viene ingaggiata la Hollywood Studio Symphony, l'orchestra statunitense che ha inciso le maggiori colonne sonore dei films hollywoodiani dal 1950 sino ad oggi.
Nel 2002 Piersanti inizia una lunga collaborazione con il regista di documentari Danny Miller per il quale cura, come music supervisor, le colonne sonore per i documentari ufficiali dei film Era mio padre di Sam Mendes con Tom Hanks e Paul Newman, Lontano dal paradiso di Todd Haynes con Julianne Moore e Dennis Quaid, Gosford Park di Robert Altman con Emily Watson e Helen Mirren, e Il pianista di Roman Polanski con Adrien Brody e Thomas Kretschmann. Successivamente è consulente musicale nel documentario The Magic of Fellini diretto da Carmen Piccini per il quale scrive anche alcune tracce del commento sonoro. In questi anni è chitarrista e arrangiatore per diversi cantanti e bands locali e collabora con il produttore discografico Robert Margouleff occupandosi dei progetti musicali per Mi Casa Multimedia, società di proprietà dello stesso Margouleff.
Altri films per i quali successivamente Piersanti scrive le musiche sono: Die Hard - Vivere o morire (2007) di Len Wiseman interpretato da Bruce Willis e Timothy Olyphant, nel quale compone le additional music (voluto da Marco Beltrami), le colonne sonore di Haunted Forest (2007) diretto da Mauro Borrelli con Kiralee Hayashi, Una storia di lupi di Cristiano Donzelli con Franco Nero, Ormond Discovery (2017) di Danny Miller commissionato dalla Ormond Beach Historical Society per l'emittente televisiva statunitense PBS, e per Hellevator (2015) di Jason Blum con le Sorelle Soska al quale contribuisce con le additional music. Piersanti collabora inoltre in diverse occasioni con il compositore italiano Carlo Siliotto nella lavorazione delle colonne sonore per film internazionali prodotti dalla Elite Studios e dalla Open Window Production, e per pellicole italiane prodotte da RAI e Mediaset.
Dal 2010 è co-fondatore e presidente della Multiverse Sound Inc., agenzia di produzioni e edizioni musicali di Los Angeles che fornisce contenuti audio a compagnie quali 20th Century Fox, Apple, Discovery Channel e HBO.

## Filmografia

### Colonne sonore

#### Compositore
- Apple Pie (1998)
- Goodbye Casanova (2000), con Marco Beltrami
- A Christmas Tree and a Wedding (2000)
- Fish (2001)
- James' Play (2001)
- Maldita (2001)
- The Date (2002)
- The Magic Of Fellini (2003)
- Branches (2004)
- Haleiwa (2006)
- Haunted Forest (2007)
- Die Hard - Vivere o morire (2007)
- Una storia di lupi (2008)
- Artemisia (2010)
- The Ghostmaker (2012), musiche del trailer
- Somewhere in Between (2014)
- Hellevator (2015)
- Ormond Discovery (2017)
- HBO First Look: Battle Of The Sexes (2017)

#### Consulente e Supervisore Musicale
- The Making of "Gosford Park (2002)
- The Making of “Lontano dal Paradiso (2002)
- The Making of "Era Mio Padre (2002)
- The Making of "Il Pianista (2003)
- The Magic of Fellini (2003)
- Red Wing (film) (2013)
- Hellevator (2015)
- Battle Of The Sexes (HBO First Look) (2017)

#### Orchestratore e Synth Programmer
- In Nome Del Figlio (2008) con carlo Siliotto
- L'isola dei segreti - Korè (2009) con carlo Siliotto
- Tequila (2011) con Carlo Siliotto
- La narcotici (2011) con Carlo Siliotto

## Opere principali
- Synthesizer Quartet and Small Percussions
- The Messiah (String Quartet)
- Quartetto per archi in La minore (dedicato a Mario Nascimbene)
- 3 Short Pieces for 2 Harps, 6 Horns, Cello and Theremin
- Time-Space feat. Rahat Fateh Ali Khan
- Somewhere in Between Suite for Chamber Orchestra
- Dances for Banjo e Violin
- 5 Short Pieces for Piano, Guitar and Harp
- A Breath of Wind (dedicato a Liliana Magrini)
- 2 Pieces for Music Box Ensemble and Metal Percussions
- Visions for Orchestra
- Suite for Strings
- Switchback Suite (dedicated to Richard Jeffreys)
- 2 Suites for Orchestra and Electronics